# Eueremaeus acostulatus
Eueremaeus acostulatus är en kvalsterart som beskrevs av Valerie M. Behan-Pelletier 1993. Eueremaeus acostulatus ingår i släktet Eueremaeus och familjen Eremaeidae. Inga underarter finns listade i Catalogue of Life.